# Erysiphe alphitoides
Erysiphe alphitoides är en svampart som först beskrevs av Griffon & Maubl., och fick sitt nu gällande namn av U. Braun & S. Takam. 2000. Erysiphe alphitoides ingår i släktet Erysiphe och familjen Erysiphaceae.   Inga underarter finns listade i Catalogue of Life.
I den svenska databasen Dyntaxa används istället namnet Microsphaera alphitoides för samma taxon.  Arten är reproducerande i Sverige.

## Källor

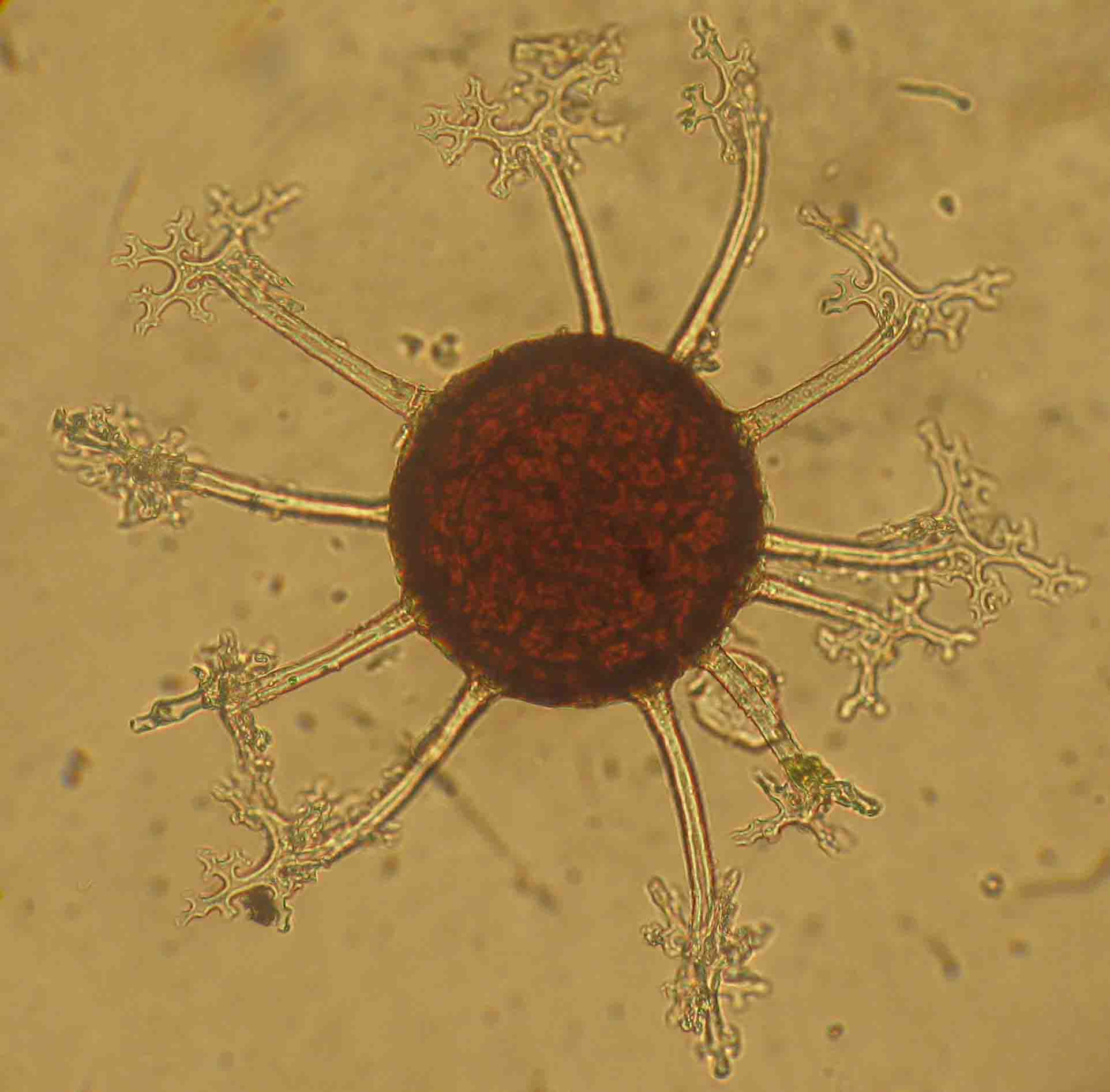